# 江西省农产品质量安全中心
江西省农产品质量安全中心是负责江西省三品一标(即无公害农产品、绿色食品、有机食品、国家农产品地理标志)的审核及认证工作。

## 历史沿革
江西省农产品质量安全中心（江西省绿色食品发展中心）于2010年3月开始组建，11月25日经江西省编办正式批复成立，为隶属于
江西省农业厅的正处级全额拨款事业单位。中心实行“两块牌子一套人马”运行，具体承担全省无公害农产品、绿色食品、
有机食品认证与管理、农产品地理标志登记与管理工作。到2011年底，江西省11个设区市大多成立了农产品质量安全专职工作机构，部分县
（市、区）成立或明确了县级农产品质量安全工作机构。无公害农产品认证工作体系的建立和健全，极大促进了江西省无公害农产品认证的发展。
截止2011年底，江西省有效无公害农产品产地681个，产地认定规模22.39万公顷；有效认证无公害农产品1051个，产品总量达195.2万吨；江西省
成功申报农业部农产品地理标志48个，产品总量达236.2万吨。

## 机构设置
- 综合科
- 认证科
- 监管科